# 치킨 샐러드

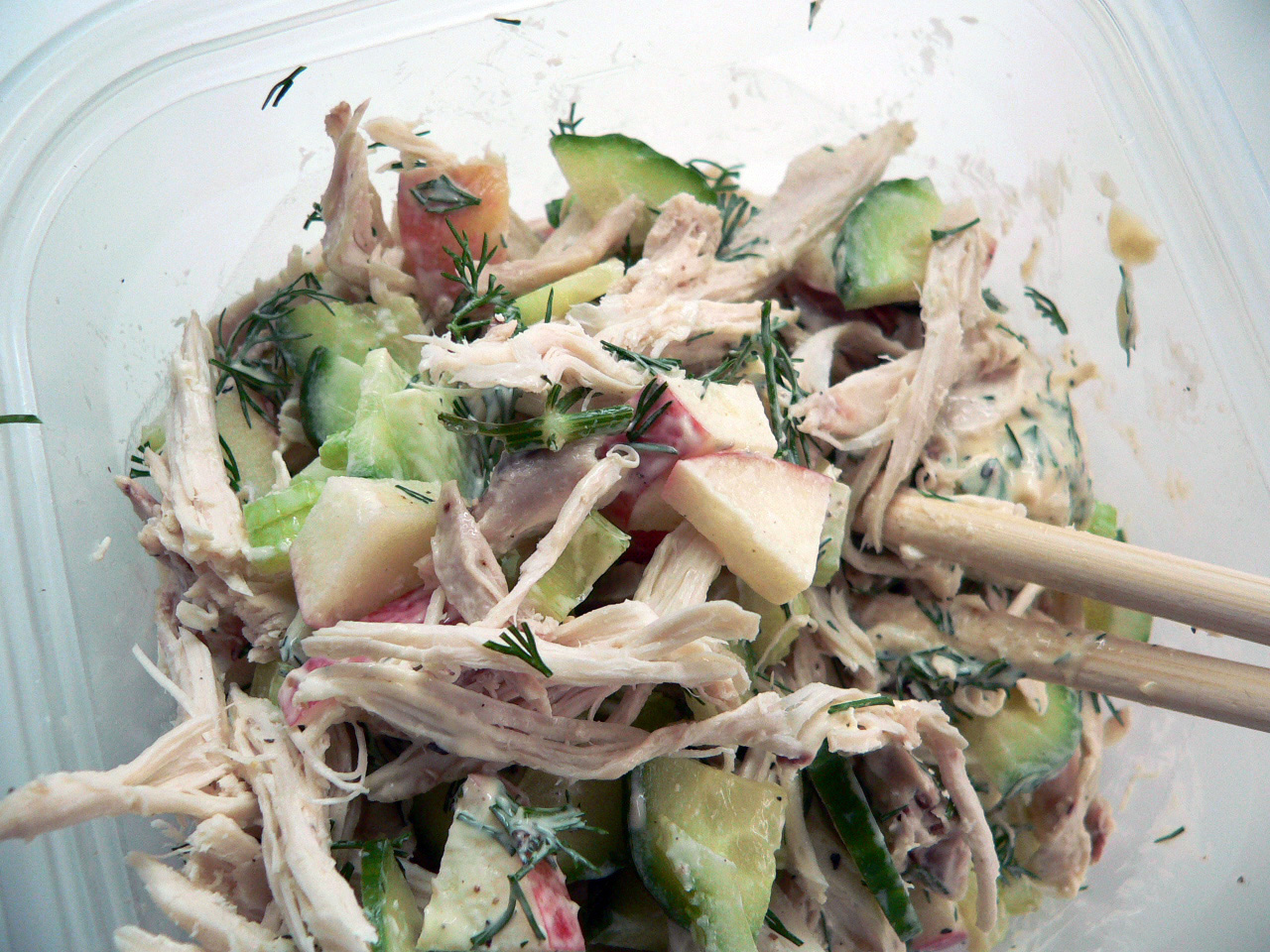

치킨 샐러드 또는 닭고기 샐러드(chicken salad)는 닭고기를 주재료로 하는 샐러드이다. 다른 일반적인 재료로는 마요네즈, 삶은 달걀, 셀러리, 양파, 후추, 피클(또는 피클 렐리시) 및 다양한 겨자가 있다.

## 내용
캐나다와 미국에서 "치킨 샐러드"는 닭고기를 곁들인 샐러드 또는 주로 다진 닭고기와 마요네즈, 샐러드 드레싱 또는 크림 치즈와 같은 바인더로 구성된 특정 혼합 샐러드를 의미한다. 참치 샐러드와 계란 샐러드처럼 양상추, 토마토, 아보카도 또는 이들의 조합 위에 제공될 수 있습니다. 샌드위치에도 사용할 수 있다. 일반적으로 남은 요리 또는 통조림 닭고기로 만든다. 또한 프라이드, 그릴 또는 로스트 치킨(보통 잘게 썰거나 깍뚝썰기)을 얹은 가든 샐러드를 가리킬 수도 있다.
유럽과 아시아에서는 샐러드에 드레싱을 추가하거나 드레싱을 전혀 사용하지 않을 수 있으며 샐러드의 재료는 전통적인 잎과 채소에서 파스타, 쿠스쿠스, 국수 또는 쌀에 이르기까지 다양하다.

## 같이 보기
- 샌드위치 목록